# Гаррієт Бланд
Гаррієт Клейборн Бланд (англ. Harriet Claiborne Bland; нар. 13 лютого 1915 — пом. 6 листопада 1991) — американська легкоатлетка, яка спеціалізувалася в бігу на короткі дистанції.

## Із життєпису
Олімпійська чемпіонка в естафеті 4×100 метрів (1936).
На Олімпіаді-1936 брала участь також у бігу на 100 метрів, проте не пройшла далі попереднього забігу. 

## Основні міжнародні виступи
| Рік  | Змагання         | Місто   | Місце            | Дисципліна | Примітки |
| ---- | ---------------- | ------- | ---------------- | ---------- | -------- |
| 1936 | Олімпійські ігри | Берлін  | 1заб4            | 100 м      |          |
| 1936 | 1                | 4×100 м | Відео на YouTube |            |          |